# Franco Cavallo
Franco Cavallo (Nápoles, 26 de setembro de 1932 — 9 de janeiro de 2022) foi um velejador italiano, medalhista olímpico. Ele competiu nos Jogos Olímpicos de Verão de 1968 na classe Star e conquistou a medalha de bronze, tendo totalizado 59.7 pontos nas sete regatas disputadas, ao lado de Camillo Gargano. Além disso, foi múltiplo campeão europeu e italiano.